# 大店镇 (宿州市)
大店镇，是中华人民共和国安徽省宿州市埇桥区下辖的一个乡镇级行政单位。

## 行政区划
大店镇下辖以下地区：
大店村、大东村、大南村、三里村、静安村、张庙村、汪刘村、梁场村、五一村、天门村、瓦房村、昌圩村、双王村、大北村、四铺村、展桥村、八里村和汪圩村。